# Новочебенкинский сельсовет
Новочебенкинский сельсовет — муниципальное образование в Зианчуринском районе Башкортостана.

## История
Согласно «Закону о границах, статусе и административных центрах муниципальных образований в Республике Башкортостан» имеет статус сельского поселения.

## Население
| 2002  | 2009  | 2010  | 2012  | 2013  | 2014  | 2015  |
| ----- | ----- | ----- | ----- | ----- | ----- | ----- |
| 2000  | ↗2057 | ↘1791 | ↗1819 | ↘1778 | ↘1770 | ↘1727 |
| 2016  | 2017  |       |       |       |       |       |
| ↘1708 | ↘1678 |       |       |       |       |       |

## Состав сельского поселения
| № | Населённый пункт | Тип населённого пункта       | Население |
| - | ---------------- | ---------------------------- | --------- |
| 1 | Ишемгул          | село, административный центр | ↘671      |
| 2 | Новые Чебенки    | село                         | ↘593      |
| 3 | Новониколаевка   | деревня                      | ↗227      |
| 4 | Кузебеково       | деревня                      | ↘157      |
| 5 | Калимуллино      | деревня                      | ↘74       |
| 6 | Назарово         | деревня                      | ↘69       |

### Упразднённые населённые пункты
- деревня  Караберда  — упразднена в 2005 году (Закон Республики Башкортостан от 20 июля 2005 года № 211-з «О внесении изменений в административно-территориальное устройство Республики Башкортостан в связи с образованием, объединением, упразднением и изменением статуса населённых пунктов, переносом административных центров»).